# ديزي الأمير
ديزي الأمير كاتبة وشاعرة وروائية عراقية. قامت بتأليف كتاب «قائمة الانتظار: حكايات امرأة عراقية مغتربة» مما رفعها إلى مصاف أبرز الكاتبات من العراق.

## السيرة
ولدت ديزي الأمير في البصرة جنوب العراق في عام 1935 لأب عراقي هو الطبيب ميرزا الأمير وأم لبنانية من ضهور الشوير هي «وداد تبشراني». تلقت دراستها الابتدائية في مدرسة البتاوين في بغداد والإعدادية والثانوية في المدرسة المركزية للبنات. بعد حصولها على شهادة البكالوريوس من كلية تدريب المعلمين من بغداد عام 1955 سافرت ديزي إلى جامعة كامبريدج لدراسة وكتابة أطروحتها عن الأدب العربي. رفض والدها دفع الرسوم الدراسية وعادت للعراق.
عملت بعد تخرجها في التعليم فدرست عشر سنوات في إحدى المدارس الإعدادية للبنات ثم في دار المعلمات بالبصرة ولما انتقلت إلى بيروت وجدت وظيفة سكرتيرة في السفارة العراقية. رقيت في نهاية المطاف إلى وظيفة مساعد الملحق الصحفي. في عام 1975 عندما اندلعت الحرب الأهلية في لبنان عينت مديرا للمركز الثقافي العراقي. عادت إلى العراق في عام 1982 بعد الاجتياح الإسرائيلي للبنان. تعكس قصصها تجارب النساء أثناء الأوقات العصيبة في الشرق الأوسط بما في ذلك خلال الحرب الأهلية اللبنانية وأثناء صعود قوة صدام حسين في العراق. ديزي الأمير ألفت خمسة مصنفات منشورة بما في ذلك: البلد البعيد الذي تحب عام 1964 وثم تعود الموجة عام 1969 وفي دوامة الحب والكراهية عام 1979 ووعود للبيع عام 1981 عن الحرب الأهلية اللبنانية وعلى لائحة الانتظار عام 1988 وجراحة لتجميل الزمن عام 1996.
تأثرت ديزي في كتابتها للنثر بالشعر العراقي.

## الحياة الشخصية
تعرفت خلال زيارتها لأسرة والدتها في ضهور الشوير على الشاعر خليل حاوي وتطورت المعرفة إلى صداقة فإعلان خطبة لكن هذه الخطبة لم تستمر طويلا لأسباب صحية ألمت بخليل ثم تزوجت فيما بعد من الأديب حبيب صادق رئيس المجلس الثقافي للبنان الجنوبي ثم طلقت عام 1975 بعد مرور سنتين على زواجها منه.

## مؤلفاتها
- 1- (البلد البعيد الذي تحب) ، مجموعة قصصية ،  1964م.
- 2- (ثم تعود الموجة) ، مجموعة قصصية ،  1969م (طبعة أولى ) ، 1979م (طبعة ثانية). https://archive.org/details/1979_20250608
- 3- (البيت العربي السعيد) ، مجموعة قصصية ،  1975م. https://archive.org/details/1986_20250608
- 4- (في دوامة الحب والكراهية) ، مجموعة قصصية ، دار العودة - بيروت - لبنان - 1979م. https://archive.org/details/1979_20250608_202506
- 5- (وعود للبيع) ، مجموعة قصصية ،  1981.
- 6- (على لائحة الانتظار) ،  حكاية امرأة عراقية في الغربة ، 1988م.
- 7- (جراحة لتجميل الزمن) ،مجموعة قصصية ،  1996م.